# 三峡省
三峡省是一个中华人民共和国在1980年代决定筹建但不久夭折的一个省级行政区。三峡省曾被命名为三峡行政特区、三峡特区和三峡行政区，历经三次修改，最终定为“三峡省”。建立三峡省的目的是为了配合三峡工程的建设，更有效率的管理工农业生产和移民事务。三峡省的设想辖区大致为四川省东部和湖北省西部，面积8万多平方公里，囊括1760万人口，省会为宜昌市。但由于建立三峡省涉及到多方利益，且有很多争论和不同意见，最终，“三峡省筹备组”被中共中央和国务院撤销，三峡省也正式宣告流产。而最终在1990年代三峡工程开工后，川东地区与三峡有关的区域脱离四川建立中央直辖的重庆市，某种程度上也是「三峡省」概念的实践和延续。

## 历史

### 起源

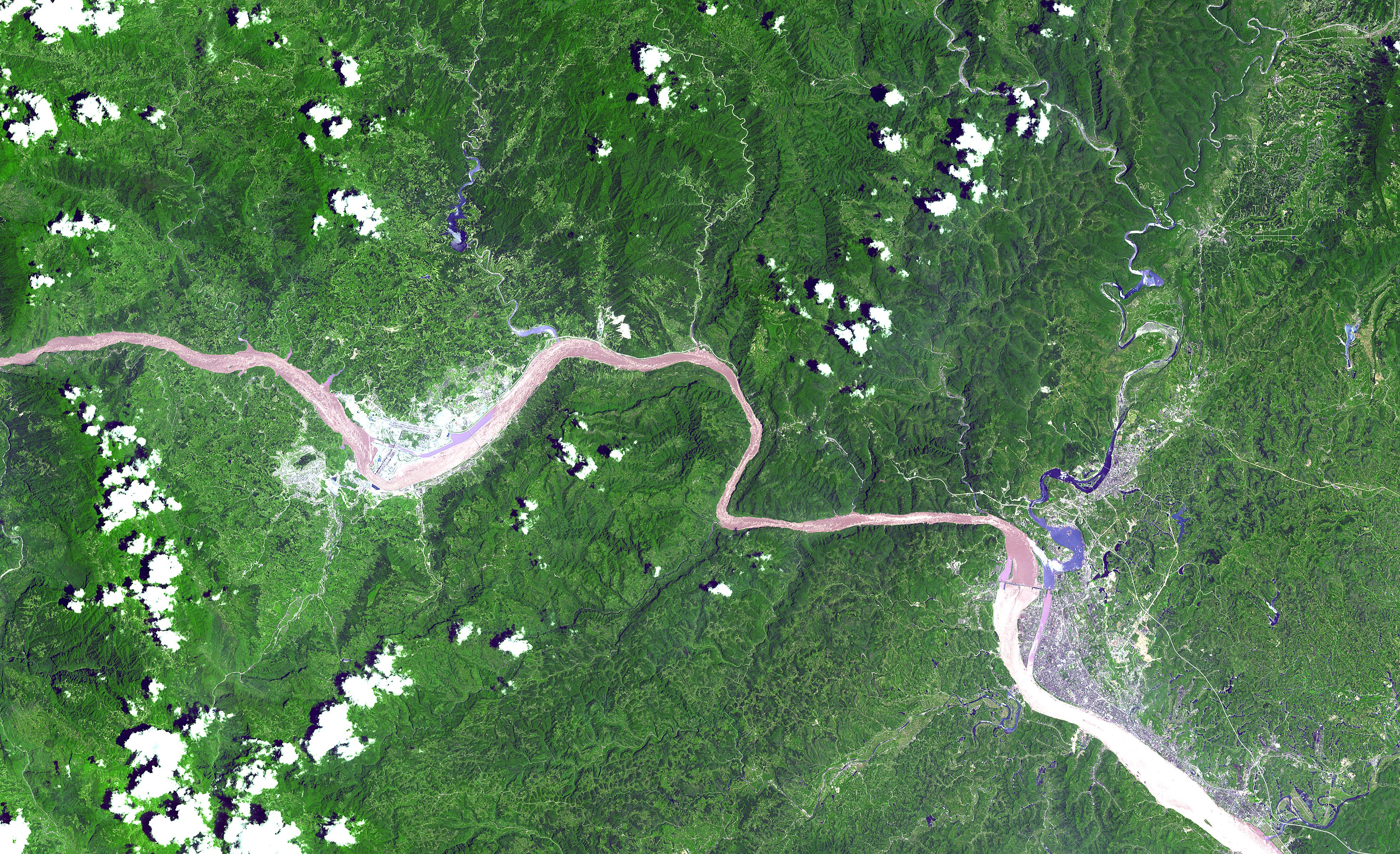
卫星图上的三峡区域

1980年7月，时任国务院副总理兼全国政协主席的邓小平亲赴长江三峡考察，加速了已争论数十年的三峡工程论证进程。1984年2月17日，中央财经领导小组在北京中南海召开会议，专题研究三峡工程。会议讨论了有关三峡工程建设与移民的管理机构等问题，讨论了由水利部提出的《关于建议立即着手兴建三峡工程枢纽工程的报告》，并决定成立国务院三峡工程筹备领导小组，筹备“三峡特别行政区”和三峡开发公司。领导小组由国务院副总理李鹏任组长，宋平、杜星垣、钱正英任副组长。国务院总理赵紫阳在会上最先讲的就是“移民问题”，他说，“可以把淹没移民区和安置区划成一个特区，有关地区统统划出来由中央直接管，这样移民经费可以直接到移民手中。否则，钱没少花，还搞不好。”会议提出，“为了便于做好移民工作，可将三峡工程涉及移民的有关地、市、县，统一划为一个三峡行政特区，直接管理。”会后经协商，3月15日李鹏、宋平、杜星垣、钱正英向国务院和中央财经领导小组递交《关于开展筹备三峡工程若干问题》的报告，在“妥善解决库区移民问题是三峡工程成功的关键”这部分中提出“可考虑建立三峡特区的建制，成立特区人民政府，直属国务院领导，享受省、市（区）一级政府的待遇”的方案，并建议“由三峡工程筹备小组进行调查研究，并商两省后，提出方案报国务院决定。”4月5日，国务院转发了该报告，原则批准《长江三峡工程可行性研究报告》。
1984年7月31日，由胡耀邦主持，中共中央书记处在河北省秦皇岛市北戴河区召开第147次会议，讨论由水利部党组向中共中央、国务院上报的关于将“三峡特别行政区”改为“三峡特区”的建议，会议纪要称：“为加快三峡电站的建设，妥善解决三峡库区的移民问题，决定成立三峡特区，特区政府直属国务院领导；川鄂两省凡有移民的地区，均划归三峡特区政府管辖。”
1984年10月26日，赵紫阳主持召开国务院第47次常务会议，研究三峡工程问题。国务院副秘书长顾明提出，“三峡特区”与“深圳特区”、“珠海特区”、“海南特区”等沿海经济特区性质不同，易造成混淆，建议改名。赵紫阳问：“如果这个名称不行，我看是不是就叫三峡行政区？行政区政府的机构，可在宜昌地委的基础上适当加以充实，不要像省政府那样搞得很大。”与会者讨论了“三峡行政区”的范围，并议定成立“三峡行政区筹备小组”。11月13日，李鹏在宜昌召集川鄂两省及涪陵、万县、宜昌地委和宜昌市委负责人开会，传达国务院第47次常务会议精神。但在此前后有人提出，《宪法》中没有设省一级行政区建制的规定。中央乃委托民政部部长崔乃夫、国务院副秘书长顾明、全国人大常委会法制委员会副主任项淳一组成一个小组，专门研究三峡行政区名称、区划、建制问题。小组研究后建议将“三峡行政区”改为“三峡省”。崔乃夫、顾明等还提出一个构想：“我国的省都很大，现在搞一个比较小的省，也是一种尝试，一种创造。”。
1985年1月19日，邓小平在参加建设广东大亚湾核电站有关合同签字仪式后，专门听取了李鹏关于建设三峡工程的汇报。邓小平力主采用180米的中坝方案，支持开发性移民。当李鹏汇报“正在考虑专门成立三峡行政区，用行政区的力量来支持三峡工程建设，做好淹没区的移民和经济开发工作”， “这个行政区应该包括重庆市，有了大城市，有一定的工业经济基础和人员智力的支援，便于发展经济”时，邓小平当即表示，“可以考虑把四川分为两个省，一个以重庆为中心城市，一个以成都为中心城市。”
1985年2月8日，“三峡省筹备组”在中南海国务院第四会议室宣告成立，该筹备组主要负责建省的筹备工作和建省后的短期工作规划。李鹏表示建省工作大概要用一年准备，故三峡省计划在1986年春天正式建立。
1985年3月，中共中央、国务院正式颁发成立三峡省筹备组的通知。当时三峡省的行政区划范围是：四川省涪陵地区（今重庆市涪陵区）的涪陵市、南川县、垫江县、丰都县、武隆县、秀山土家族苗族自治县、酉阳土家族苗族自治县、黔江土家族苗族自治县、彭水苗族土家族自治县、石柱土家族自治县；四川省万县地区（今重庆市万州区）的万县市、万县、开县（今重庆市开州区）、梁平县、忠县、云阳县、奉节县、巫山县、巫溪县、城口县；湖北省宜昌地区（今宜昌市）的宜昌县、宜都县、枝江县、当阳县、远安县、兴山县、秭归县、长阳土家族自治县、五峰土家族自治县；湖北省宜昌市（已与宜昌地区合并为宜昌市）；湖北省鄂西土家族苗族自治州的巴东县。尽管涪陵地区与重庆市接壤，但国务院按可行性报告中的三峡工程水位150米方案，未将重庆市纳入筹备中的三峡省，以不影响人心，不干扰筹备工作。这与李鹏原先设想的“三峡行政区”有差别。

### 三峡省流产
根据1984年国家统计资料分析，在除台湾省外的30个省、自治区、直辖市（包括“三峡省”在内）中，“三峡省”面积列第26位，排在宁夏、北京、天津、上海前；人口列第24位，排在新疆、上海、北京、青海、天津、西藏前；工农业总产值列第27位，排在青海、宁夏、西藏前。可见筹建中的“三峡省”既是“小省”又是“穷省”。
当时，不少全国人大代表、全国政协委员对三峡工程表示疑虑甚至反对，更有专家提出三峡工程可能出现泥沙淤积、库岸地质灾害、水库特别是重庆主城江段水质恶化等问题。在1985年春召开的全国政协六届三次会议上，许多委员对于三峡工程的建设提出反对意见，这些反对意见也使得三峡工程前途未卜，而三峡建省则是为了三峡工程移民服务，若三峡工程不能开工，三峡也就没有建省的必要。中央决定对三峡工程重新论证，“三峡省”的筹建因而中止。
1986年5月8日，中共中央、国务院以中发12号文件印发《关于将三峡省筹备组改建为三峡地区经济开发办公室的通知》，指出因三峡工程论证和准备还需一定时间，而三峡省筹备组要发展成一个实体又不具备条件，以致目前形成该地区湖北、四川两省都不管，三峡省筹备组无力管的局面，极不利于该地区的开发建设，也不利于为三峡工程作好准备，为此中央和国务院决定将三峡省筹备组改建为国务院三峡地区经济开发办公室，负责指导和帮助该地区的经济开发和移民试点工作。《通知》还强调，对三峡地区有必要采取优惠政策和措施进行扶持，国务院各部门和湖北、四川两省要尽可能在安排建设项目、投资开发上给予照顾。《通知》传达后，三峡省筹备组随之撤销，工作人员全被调回原职，三峡省正式宣告流产。
李鹏的个人传记《三峡日记》中便有几段内容讲述三峡省流产的过程：
|                | 由于论证还要两年时间，三峡省不宜建，筹备组也不能成为行政实体，施工准备也不能进行。因为这样做对工程本身只有小利，但对三峡项目顺利完成论证有大害。 |
| ——《三峡日记》 | |

|                | 看来，我最担心的事，即搞不搞三峡省的问题，基本得到解决。现在搞三峡省，对人大、政协都交待不过去，对上三峡工程反而不利。撤销三峡省筹备组一事，应由中央发一个文件。我们商定，就是下决心上三峡工程，也不一定要搞三峡省。 |
| ——《三峡日记》 | |

## 行政区划
|            | 四川省                                             | 四川省                                                                                 | 四川省 | 湖北省 | 湖北省 |
| ---------- | -------------------------------------------------- | -------------------------------------------------------------------------------------- | --- | --- | ------ |
| 地图（原） |                                                    |                                                                                        | | |        |
| 地级行政区 | 涪陵市                                             | 万县市                                                                                 | 黔江地区 | 宜昌市/宜昌地区 |        |
| 县级行政区 | - 枳城区、李渡区 - 武隆县、丰都县、垫江县 - 南川市 | - 龙宝区、天城区、五桥区 - 开县、梁平县、忠县、云阳县 - 奉节县、巫山县、巫溪县、城口县 | - 石柱土家族自治县 - 彭水苗族土家族自治县 - 黔江土家族苗族自治县 - 酉阳土家族苗族自治县 - 秀山土家族苗族自治县 | - 宜昌市（县级）、宜昌县 - 宜都县、枝江县 - 当阳县、远安县 - 兴山县、秭归县 - 长阳土家族自治县 - 五峰土家族自治县 - 巴东县 |        |

李鹏曾就三峡省的行政区划发表自己的意见：
|        | 关于特区的管辖范围，两个方案。一个方案小一点，由宜昌市开始到涪陵市的沿长江两岸水库淹没区的县市都进来，由特区政府统一管理将来的移民事宜和工农业生产。另一个是特区的范围划得再大一点，把一些比较富庶的地区划进来，使特区经济上有比较大的回旋余地。国家计委有的同志不同意建立行政特区，建议只成立移民局，移民工作由四川和湖北两省分别负责。这个方案的好处是移民局任务单一，责任明确，缺点是移民局权威性不够，难以解决两省之间的关系，移民局和地方政府之间可能发生难以克服的矛盾。 |
| ——李鹏 | |

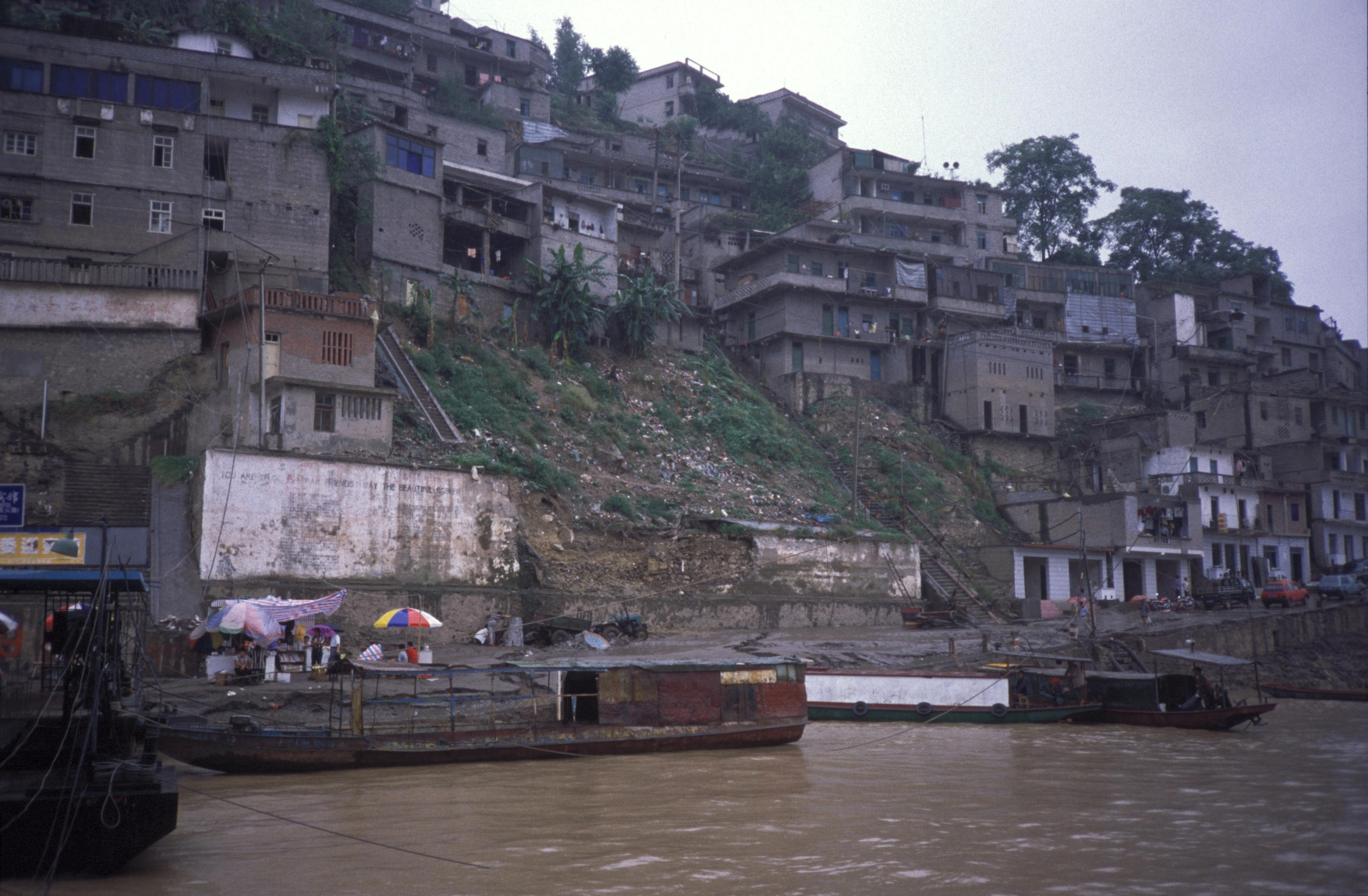
巫山县的断崖古城

最终，规划中的三峡省下辖“三地一市”和30个县，“三地一市”是四川省涪陵地区、万县地区和湖北省宜昌地区、宜昌市，30个县分别是：涪陵市（现为重庆市涪陵区）、南川、垫江、丰都、武隆县、秀山、酉阳、黔江土家族苗族自治县（现为重庆市黔江区）、彭水苗族土家族自治县、石柱土家族自治县、万县市（现为重庆市万州区）、万县、开县、梁平、忠县、云阳、奉节、巫山、巫溪、城口、宜昌縣（現為宜昌市夷陵區）、宜都、枝江、当阳、远安、兴山、秭归、长阳土家族自治县、五峰土家族自治縣、巴东县。这“三地一市”和30个县下辖340个区和1825个乡镇。

## 人口
在筹划建省之中，统计部门在1985年统计三峡省的各项数据，这些数据都被编入《筹建中的三峡省简况》一书中。据统计，三峡省建省后将有人口1760万人，其中农业人口占绝大多数，共计1583万人，人口中有土家族、苗族、蒙古族、回族、藏族、彝族、壮族、布依族、朝鲜族、满族、侗族、白族、黎族、高山族、纳西族、拉祜族、锡伯族、羌族等20多个少数民族，共计193万人，占三峡省总人口的9%。

## 争议

### 贫困
三峡省辖区面积8万余平方公里，其中耕地面积908万亩，人均耕地面积只有1.08亩。1760万人口中农业人口高达1583万人，城市化严重不足，1984年的GDP仅为89.82亿元人民币，人均511元，远远低于当时中国的平均线，国务院三峡工程建设委员会副主任李伯宁就曾组织拍摄反应三峡地区人民生活贫困的一部名为《穷山在呼吁》的纪录片。据统计，三峡地区在1985年至少有500万人尚未解决温饱问题，除此之外，该地区还有饮水困难问题、医疗设施问题，一些当地人民患病后得不到良好的治疗，久而久之丧失劳动能力。纪录片起初遭到一些阻挠，被认为是“给大好农村形势抹黑”，但一些国家领导观看纪录片后感慨颇深，时任国家副主席的王震看完此片后感叹道：“建国36年了，想不到这个地方还是这么贫穷！”三峡地区的重度贫困使得中央领导重新考虑三峡建省问题。

### 湖北省
在三峡省的行政区划规划中，包含湖北省的当阳县（今当阳市）、枝江县（今枝江市）、宜都县和五峰县。这4个县都是经济比较好的富裕县，而湖北省不愿意划出这4个富裕县。除去这4个富裕县以外，三峡省剩余的27个县皆为贫困县。李鹏曾派钱正英到湖北省和四川省传达中央决定建三峡省的决议，四川省对此决议没有異議，但湖北省委表示不愿划出这4个富裕县。最后李鹏亲自赶赴湖北，才说服湖北省委同意划出4县。

## 后续发展
1994年12月14日，三峡工程正式开工建设，同年秋季，中央政府组织特别小组，研讨重庆直辖的可能性。为了避免三峡省筹而废这类事件的再次发生，此次研讨完全在秘密的环境下进行。为了解決三峡省贫困問題，因而让三峡地区并入大城市重庆来带动整个三峡地区经济，由于担心重庆市政府和群众对于强行搭配贫困区县的不配合与反对，此消息直到1997年才为大众所知。1997年3月14日，第八届全国人大通过批准重庆市归属中央直辖的决议，同年6月18日，直辖的重庆市正式挂牌成立。